# Wang Qing
Wang Qing (en chino: 王青; Beijing, China, 10 de marzo de 1993), es un cantante, actor y presentador chino.

## Biografía
En el 2012 se unió a la Universidad de la Unión de Beijing (inglés: "Beijing Union University") donde se especializó inicialmente en actuación, sin embargo más tarde durante su tercer año, se transfirió a radiodifusión y presentación, y finalmente se graduó en 2016.
Fue miembro de una tienda de comida llamada "Malatang From The Stars".
Es hermanastro del actor y cantante chino Feng Jianyu.

## Carrera
El 9 de agosto del 2015 se unió al elenco principal de la serie Falling in Love with a Rival (también conocida como "Counterattack") donde interpretó a Chi Cheng, un hombre rico que se enamora de Wu Suowei (Feng Jianyu), un hombre que intenta vengarse de su exnovia, quien lo dejó por Cheng, hasta el final de la serie el 28 de agosto del mismo año.
El 16 de junio del 2016 se unió al elenco principal de la película Infinite Fight (无限斗界) donde dio vida a Zhou Li, un jugador top conocido como "Night Raven".
El 10 de abril del 2020 se unió al elenco principal de la serie The Truth (看不清的真相) donde interpretó a Feng Liang, un Finteligente detective criminal que a través de múltiples casos, descubre una conspiración impactante que involucra a una fábrica farmacéutica, hasta el final de la serie el 15 de mayo del mismo año.

## Filmografía

### Series de televisión
| Año             | Título                               | Personaje       | Notas        |
| --------------- | ------------------------------------ | --------------- | ------------ |
| 2020 - presente | New Return of the Condor Heroes      | Yelu Qi         |              |
| 2020 - presente | Heaven Rule                          | -               |              |
| 2020 - presente | My Spicy Love                        | Cheng Jie       |              |
| 2020            | The Truth                            | Det. Feng Liang | 12 episodios |
| 2018            | The Elfin's Golden Castle            | Su Cheng        |              |
| 2015            | Falling in Love with a Rival Special | Chi Cheng       | 1 episodio   |
| 2015            | Falling in Love with a Rival         | Chi Cheng       | 8 episodios  |

### Películas
| Año  | Título             | Personaje               | Notas                         |
| ---- | ------------------ | ----------------------- | ----------------------------- |
| 2016 | Infinite Fight     | Zhou Li / "Night Raven" | junto a Feng Jianyu           |
| 2015 | This Summer (今夏) | -                       | (corto) - junto a Feng Jianyu |

### Programa de variedades
| Año        | Programa                                | Notas        |
| ---------- | --------------------------------------- | ------------ |
| 2019       | 超级企鹅联盟Super3：星斗场              |              |
| 2016       | Mad Ear (耳边疯)                        |              |
| 2016       | The Gift of Love S2 (星星的礼物 第二季) |              |
| 2015, 2016 | 音悦大来宾                              |              |
| 2015       | Who Am I (我是谁 北疆篇)                | (documental) |
| 2015       | Big Pair of Trump Card (大牌对王牌)     |              |
| 2015       | Kugou Music Zone (酷狗星乐坊)           |              |

### Presentador
| Año  | Evento                                     | Notas                                |
| ---- | ------------------------------------------ | ------------------------------------ |
| 2017 | Eat the Whole Universe (吃光全宇宙)        | co-presentador                       |
| 2016 | 1.3 DB (十三亿分贝)                        | co-presentador                       |
| 2016 | Super Show (超级大首映)                    | presentador                          |
| 2016 | 2nd KU Music Asian Music Awards Red Carpet | co-presentador - junto a Feng Jianyu |

### Teatro
| Año  | Obra                | Personaje  | Lugar                  | Notas                                        |
| ---- | ------------------- | ---------- | ---------------------- | -------------------------------------------- |
| 2016 | The Left Ear (左耳) | Zhang Yang | Beijing Bao Li Theater | junto a 王康, Mi Mi (米咪), 李川 y Ma Yinyin |

### Revistas / sesiones fotográficas
| Año  | Título                                         | Notas |
| ---- | ---------------------------------------------- | ----- |
| 2017 | FASHIONVISTA                                   |       |
| 2016 | Southen Metropolis Enterainment (南都娱乐周刊) |       |
| 2016 | Men's Uno (风度)                               |       |
| 2016 | SoCooL (体育博览)                              |       |
| 2016 | EASY (音乐世界)                                |       |

## Discografía

### Singles
| Año  | Canción            | Álbum | Notas               |
| ---- | ------------------ | ----- | ------------------- |
| 2017 | I (我)             | -     |                     |
| 2016 | Happy (逍遥)       | -     | (promocional)       |
| 2016 | DEMO               | -     |                     |
| 2015 | This Summer (今夏) | -     | junto a Feng Jianyu |

### Álbum
| Año  | Título            | Notas |
| ---- | ----------------- | ----- |
| 2017 | December (十二月) |       |

## Premios y nominaciones
| Año  | Categoría                              | Premio                            | Trabajo                      | Resultado |
| ---- | -------------------------------------- | --------------------------------- | ---------------------------- | --------- |
| 2017 | Most Popular Artist – Mainland         | 5th Vchart Award                  | -                            | Ganó      |
| 2016 | Most Popular Artist of the Night       | Vchart Award                      | This Summer                  | Ganó      |
| 2016 | Favorite Artist of the Year – Mainland | Vchart Award                      | This Summer                  | Ganó      |
| 2016 | Top New Artist – Mainland              | Vchart Award                      | This Summer                  | Ganó      |
| 2016 | Most Popular Collaboration             | Top Chinese Music Annual Festival | This Summer                  | Ganó      |
| 2016 | XingYueFang Most Popular Artist        | KU Music Asian Music Award        | -                            | Ganó      |
| 2016 | Most Influential Artist of the Year    | KuGou Fanxing Annual Festival     | -                            | Ganó      |
| 2015 | Most Popular Web Series Actor          | Weibo Video Award                 | Falling in Love with a Rival | Ganó      |